# Savage Beauty
Savage Beauty ist eine südafrikanische Dramaserie, die von Quizzical Pictures für Netflix umgesetzt wurde. Die Serie wurde am 12. Mai 2022 weltweit auf Netflix veröffentlicht.

## Handlung

### Staffel 1
Zinhle Manzini ist ein erfolgreiches Model und das neue Werbegesicht von Bhengu Beauty. Das Beauty-Imperium wird von Don und Grace Bhengu geführt. Zinhle lebt sogar mit diesen, deren leiblichen Kindern Phila und Ndu, mit Dons uneheliche Tochter Linda sowie dessen zweiter Ehefrau Thando in der Familienvilla. Was jedoch keiner weiß, ist, dass Zinhle in Wahrheit nur auf Rache aus ist. Fünfzehn Jahre zuvor ließen Don und Grace an einer Gruppe von Straßenkindern grausame Versuche für ein neues Beautyprodukt durchführen. Lediglich Zinhle, ihr Bruder Bonga und ihre Schwester überstanden die Behandlung mit dem giftigen Stoff. Zinhles Schwester starb ein Jahr zuvor an den Nebenwirkungen. Auch die anderen beiden haben mit Nebenwirkungen wie Hautausschlägen und -verfärbungen zu kämpfen.
Zinhle erschleicht sich das Vertrauen der Familie und verliebt sich in Ndu. Da diese Gefühle ihre Rachepläne vereiteln könnten, trennt sie sich von ihm. Nach und nach zerstört sie die Familie. Sie deckt das lesbische Verhältnis zwischen Linda und Thando auf, schiebt Phila Drogen unter, sabotiert Werbeplakate und -kampagne und deckt den Mord an Thandors ungeborenem Kind durch Grace auf. Don verstößt erst Linda und später auch Grace und Phila aus seinem Leben. Zinhle und Bonga kommen auch dahinter, dass Don ein zweites Unternehmen führt, welches Hautaufheller-Produkte vertreibt, die eigentlich verboten sind. Sie machen diese Machenschaften öffentlich und das Ansehen der Familie in Südafrika wird dadurch stark beschädigt. Don und Grace wollen die Tätigkeiten des Zweitgeschäftes ihrem Partner Calvin „Kolobe“ Mamabolo, der ebenfalls von den illegalen Experimenten an den Straßenkindern wusste, unterschieben. Zinhle und Bonga können Kolobe überreden gegen Don auszusagen. Jedoch wird dieser von Don entführt und anschließend ermordet.
Linda kann nicht akzeptieren, dass ihr Vater sie verstoßen hat. Sie möchte dahinter kommen, wer sie verraten hat. Nach einigen Recherchen glaubt sie, dass Zinhle die Drahtzieherin ist. Dies glaubt jedoch Thando nicht, da Zinhle ihre Freundin ist. Grace muss erfahren, dass Don sich noch eine dritte Ehefrau zulegen möchte, da er einen weiteren Erben benötigt. Da Grace dies nicht akzeptiert, sabotiert sie seine Versuche eine Frau zu ehelichen. Auch Ndu kann nicht damit umgehen, dass Zinhle ihn ohne Erklärung verlassen hat. Als er auch noch erfährt, dass seine Eltern in dubiose Geschäfte verwickelt sind, verlässt er das Land.
Zinhle will ihre Rache vollenden und baut eine Beziehung zu Don auf. Dieser möchte daraufhin Zinhle zu seiner dritten Ehefrau nehmen. Des Weiteren kommt er dahinter, dass Bonga gegen ihn und sein Imperium ermittelt. Er stellt ihn zur Rede und dabei kommt es zu einer Rangelei, bei der Don Bonga anschießt. Zinhle versucht noch sein Leben zu retten, aber ihr Bruder stirbt in ihren Händen. Grace und Phila planen ebenfalls ihre Rache gegen Don und möchten ihn als Geschäftsführer von Bhengu Beauty abwählen. Aus lauter Wut stellt Zinhle Don zur Rede und offenbart sich ihm und ihre wahren Beweggründe. Durch ein Missgeschick stürzt Don ungünstig und Zinhle glaubt, dass dieser tot wäre. Sie wickelt Don in ein Teppich und will ihn mit dem Auto wegschaffen. Gerade als sie die Hofeinfahrt passiert, kommt ihr Ndu entgegen. Im selben Moment öffnet Don im Kofferraum seine Augen.

## Besetzung und Synchronisation
Die deutschsprachige Synchronisation der ersten Staffel entstand nach den Dialogbüchern von Wolfgang Seifert sowie unter der Dialogregie von Patrick Bach durch die Synchronfirma CSC-Studio in Hamburg. Die deutschsprachige Synchronisation von Staffel 2 entstand nach den Dialogbüchern von Roman Wessel, Ulrike Lau und Peer Pfeiffer sowie unter der Dialogregie von Roman Wessel durch die Synchronfirma Interopa Film in Berlin.
| Rolle                    | Schauspieler       | Synchronsprecher                                       |
| ------------------------ | ------------------ | ------------------------------------------------------ |
| Zinhle Manzini           | Rosemary Zimu      | Leonie Landa (Staffel 1) Anne Düe (Staffel 2)          |
| Grace Bhengu             | Nthati Moshesh     | Ela Nitzsche (Staffel 1) Sabine Arnhold (Staffel 2)    |
| Don Bhengu               | Dumisani Mbebe     | Tim Grobe (Staffel 1) Thomas Schmuckert (Staffel 2)    |
| Linda Bhengu             | Nambitha Ben-Mazwi | Stephanie Damare                                       |
| Thando Bhengu            | Angela Sithole     | Manuela Bäcker (Staffel 1) Magdalena Turba (Staffel 2) |
| Phila Bhengu             | Jesse Suntele      | Jesse Grimm                                            |
| Ndu Bhengu               | Oros Mampofu       | Tim Kreuer                                             |
| Bonga Selepe             | Mpho Sebeng        | Ivo Möller                                             |
| Gogo Simphiwe            | Slindile Nodangala | Carla Becker (Staffel 1) Sabina Trooger (Staffel 2)    |
| Calvin „Kolobe“ Mamabolo | John Ncamane       | Daniel Schütter                                        |
| Amahle                   | Zimasa Dyani       | Antonia Sandrock                                       |
| Angela Makwetu           | Mampho Brescia     | Mica Mylo                                              |
| Ruby                     | Nandi Mbatha       | Elise Eikermann (Staffel 1) Jennifer Weiß (Staffel 2)  |
| Schwester Noni           | Eve Rasimeni       | Marnie Aramruck (Staffel 1) Anita Hopt (Staffel 2)     |
| Regina                   | Thami Ngoma        | Gerlinde Dillge (Staffel 1) Petra Wolf (Staffel 2)     |
| Vee                      | Didintle Khunou    | Jennifer Böttcher                                      |
| Zandi                    | Tina Redman        | Nadine Wöbs                                            |
| Charlie                  | Lebogang Fisher    | Runa Aléon                                             |
| Richard                  | Tony Kgoroge       | Robert Glatzeder                                       |
| Chancer                  | Obakeng Makube     | Kaze Uzumaki                                           |
| Lovers                   | Mlangeni Nawa      | Hans Hohlbein                                          |
| Makhosi Mnisi            | Vele Manenje       | Philine Peters-Arnolds                                 |
| Patricia                 | Linda Sokhulu      | Heike Schroetter                                       |
| Selikane                 | Tseko Monaheng     | Daniel Welbat                                          |
| Mutale                   | Abena Ayivor       | Daniela Hoffmann                                       |
| Lorraine                 | Sthandile Nkosi    | Natalie Mukherjee                                      |
| Alfred                   | Phila Mazibuko     | Nic Romm                                               |
| Obdachloser              | Bongani Nicholas   | Roman Wessel                                           |
| Sana                     |                    | Malin Steffen                                          |

## Episodenliste

### Staffel 1
| Nr. (ges.)                                                                          | Nr. (St.) | Deutscher Titel | Originaltitel |
| ----------------------------------------------------------------------------------- | --------- | --------------- | ------------- |
| 1                                                                                   | 1         | Folge 1         | Episode 1     |
| 2                                                                                   | 2         | Folge 2         | Episode 2     |
| 3                                                                                   | 3         | Folge 3         | Episode 3     |
| 4                                                                                   | 4         | Folge 4         | Episode 4     |
| 5                                                                                   | 5         | Folge 5         | Episode 5     |
| 6                                                                                   | 6         | Folge 6         | Episode 6     |
| Am 12. Mai 2022 wurden alle Episoden der ersten Staffel bei Netflix veröffentlicht. |           |                 |               |

### Staffel 2
| Nr. (ges.)                                                                            | Nr. (St.) | Deutscher Titel | Originaltitel |
| ------------------------------------------------------------------------------------- | --------- | --------------- | ------------- |
| 7                                                                                     | 1         | Folge 1         | Episode 1     |
| 8                                                                                     | 2         | Folge 2         | Episode 2     |
| 9                                                                                     | 3         | Folge 3         | Episode 3     |
| 10                                                                                    | 4         | Folge 4         | Episode 4     |
| 11                                                                                    | 5         | Folge 5         | Episode 5     |
| 12                                                                                    | 6         | Folge 6         | Episode 6     |
| Am 28. Juni 2024 wurden alle Episoden der zweiten Staffel bei Netflix veröffentlicht. |           |                 |               |